# Rüdiger Kramm

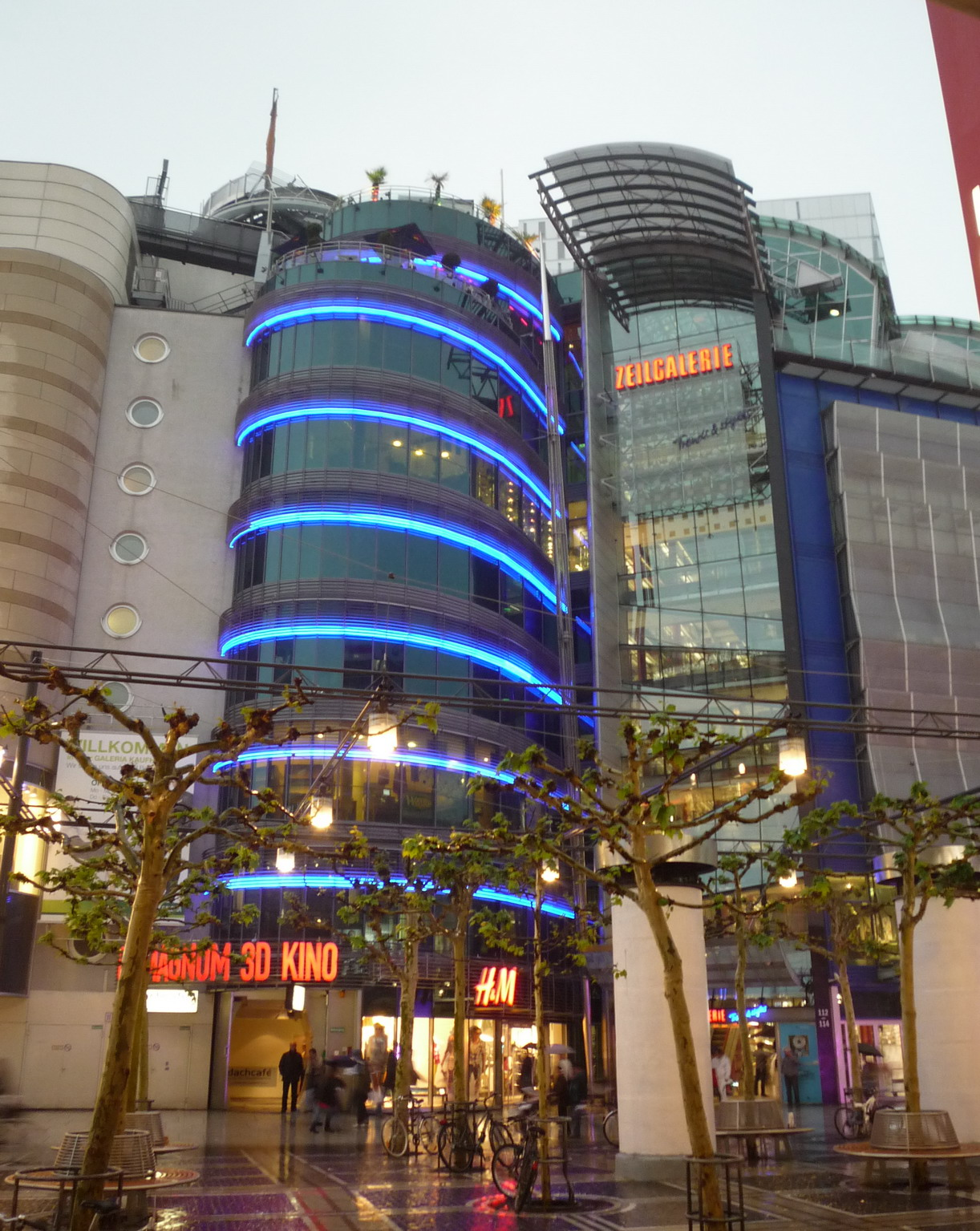
Zeilgalerie in Frankfurt am Main (1992–2015)

Rüdiger Kramm (* 1945 in Radheim) ist ein deutscher Architekt und Hochschullehrer.

## Leben
Rüdiger Kramm studierte Architektur an der Technischen Hochschule Darmstadt, prägende Lehrer waren dort Günter Behnisch und Donald Insall (London). 1977 gründete er sein eigenes Architekturbüro in Darmstadt.
Das Büro führte er von 1990 bis 2016 in Partnerschaft mit Axel Strigl. Das Aufgabenspektrum reicht von Bauten für den Einzelhandel über Verwaltungsgebäude, Industrie- und Laborbauten, Spielbanken, Hotel- und Kinokomplexen und Einkaufspassagen. Bekannt wurde es insbesondere durch die 1992 mit dem Bauunternehmer Jürgen Schneider realisierte Zeilgalerie in Frankfurt am Main, die nach nur 23 Jahren abgebrochen und durch einen Neubau ersetzt wurde.
Einen weiteren Schwerpunkt des Büros bilden die verschiedensten Formen des Wohnungsbaus (ökologisch, elementiert, innerstädtisch).
Von 1981 bis 1984 hatte Kramm er einen Lehrauftrag am Fachbereich Kunst der Johannes Gutenberg-Universität Mainz. 1990 wurde er Ordinarius des Instituts für Baukonstruktion und Entwerfen II an der Architektur-Fakultät der Universität Karlsruhe.

## Werk

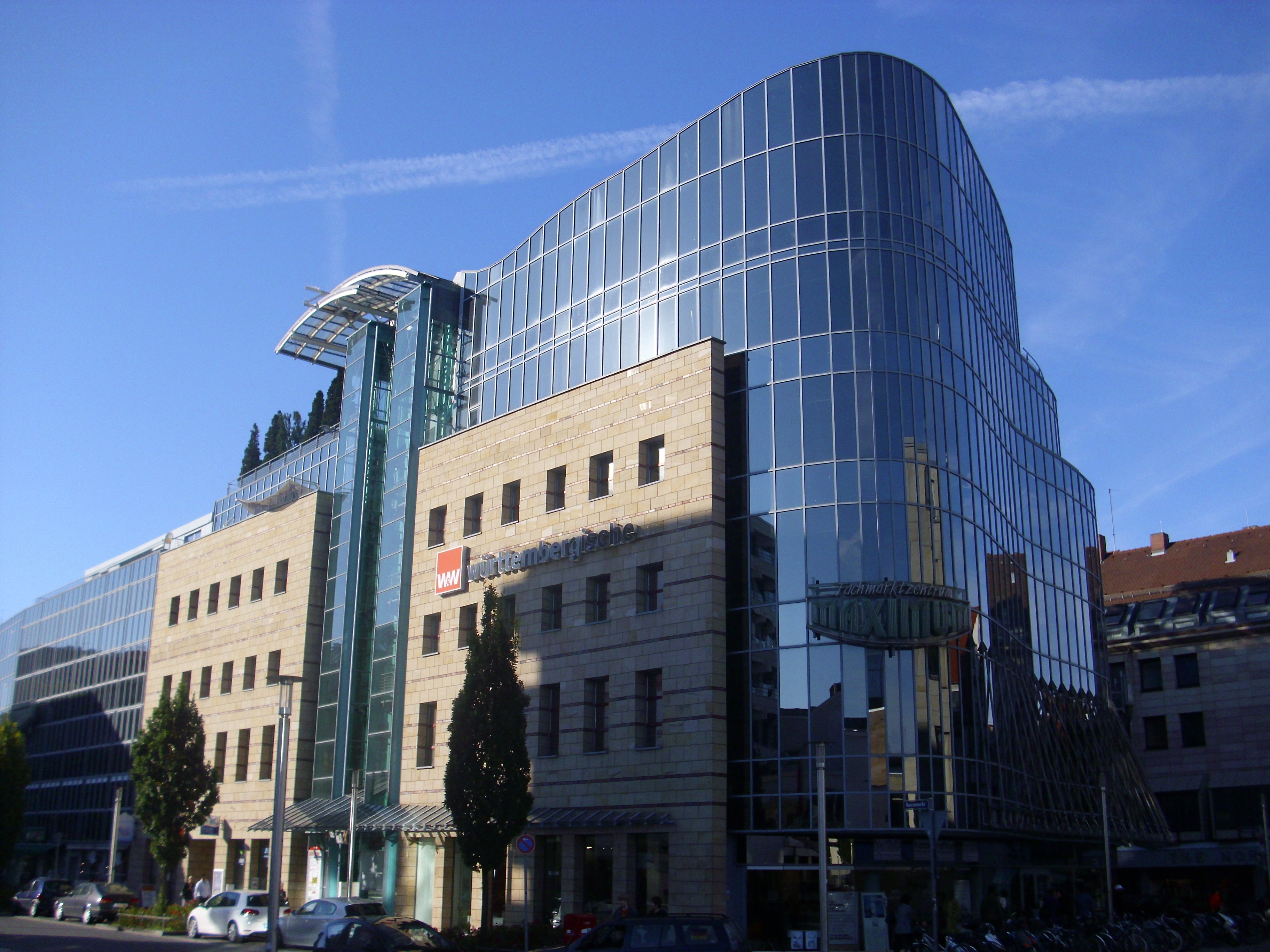
Haus Maximum in Nürnberg

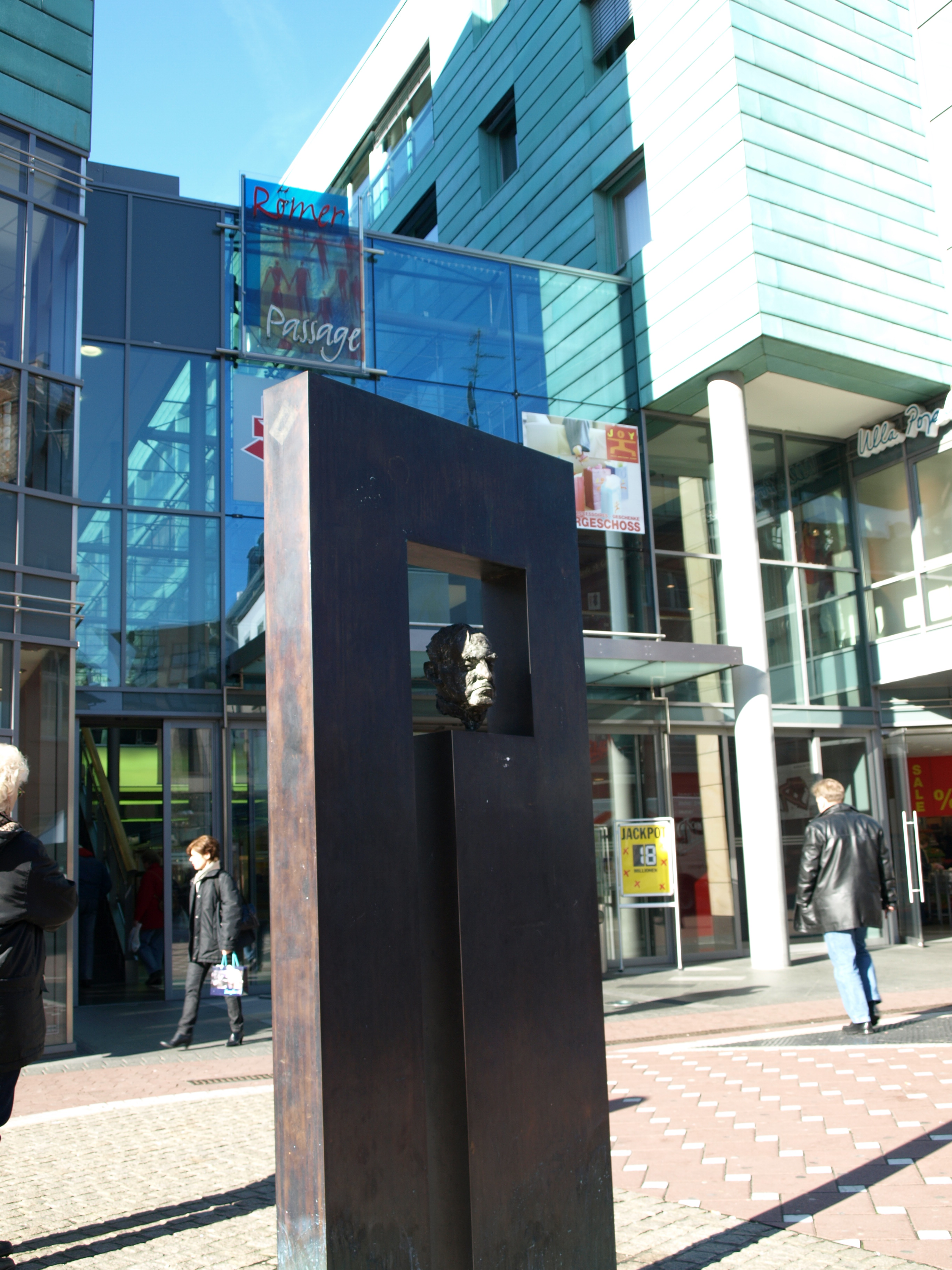
Römerpassage in Mainz

### Bauten und Entwürfe
- 1988: Wohnanlage Bessunger Straße in Darmstadt
- 1992: Zeilgalerie „les facettes“ in Frankfurt am Main
- 1993: Reihenhauszeilen in Frankfurt-Bonames
- 1994–1998: Stadterweiterung Bürgerparkviertel in Darmstadt
- 1997–1999: Wohnbebauung Martinstraße in Darmstadt
- 2000: Projekt „Light Cube“ zur Expo 2000 in Saarbrücken, Heinrich-Barth-Straße
- 2000: Bürogebäude der Skandia AG in Neu-Isenburg
- 2000: Büro- und Geschäftshaus Maximum in Nürnberg
- 2003: Römerpassage in Mainz (Einzelhandel und Wohnen)
- 2006: Wettbewerbsentwurf Wohnen am Sachsenhäuser Berg in Frankfurt-Sachsenhausen (1. Preis)
- 2007: Wettbewerbsentwurf Wohnungsneubau Pfälzer Straße in Wiesbaden (1. Preis)
- 2008: Machbarkeitsstudie für das ehemalige Fabrikgebäude Krasnoje Snamja (Rote Fahne) in Sankt Petersburg
- 2009: Wettbewerbsentwurf für einen Umbau der City-Galerie in Aschaffenburg (1. Rang)
- 2010: Stiftungsgebäude „Schader Forum“ in Darmstadt
- 2012: Wettbewerbsentwurf für Wohnungsbau am „Weidenborn“ in Wiesbaden (1. Preis)
- 2014: Bürogebäude SYNUS in Karlsruhe
- 2015: Wettbewerbsentwurf für das Tassilo Quartier (Wohnen und Gewerbe) in Ingelheim am Rhein (1. Preis)
- 2015: Wettbewerbsentwurf für den 1. Bauabschnitt der Quartiersentwicklung Dantestraße in Wiesbaden (mit 121 Wohnungen und Büros) (1. Preis)
- 2016: Wettbewerbsentwurf Sozial-Schnell-Gut für bezahlbaren Wohnungsbau (1. Preis)
- 2017: Wettbewerbsentwurf zur Konversion Darmstadt Süd (2. Preis)
- 2017: Wettbewerbsentwurf Yennenga 'Cœur de Ville in Burkina Faso (3. Preis)
- 2017: Wettbewerbsentwurf für eine Wohnbebauung an der Mainzer Straße in Ingelheim am Rhein (1. Preis)
- 2017–2022: Wettbewerbsentwurf Neue Mitte in Bruchköbel (1. Preis)
- 2018: 2. Bauabschnitt der Quartiersentwicklung Dantestraße in Wiesbaden (78 Wohneinheiten)
- 2019: Wohnungsbau in Ingelheim am Rhein, Posener Straße
- 2020: Mehrgenerationenwohnen in Maintal-Dörnigheim (47 Wohneinheiten)
- 2020: Wohnungsbau mit integrierter Kindertagesstätte „Auf den Eichen“ in Wiesbaden-Gräselberg (58 Wohneinheiten)
- 2020: Wettbewerbsentwurf für die Wohnbebauung Waldviertel | Simeonhaus in Wiesbaden (1. Preis)
- 2021: Mehrfamilienwohnhaus Maintal in Bischofsheim (8 Wohneinheiten)
- 2021: Wettbewerbsentwurf zur Stadtentwicklung Rée Carré in Offenburg-Nord (1. Preis)
- 2022: Sanierung und Umnutzung eines Gemeindezentrums mit Kindergarten
- 2023: Neubau von 11 Wohnhäusern in Ingelheim, Kirchstraße

### Schriften
- Architekten. Rüdiger Kramm. (mit T. N. Dahle) IRB Verlag, 2005.
- Elemente des Entwerfens. Universität Karlsruhe, Institut für Baugestaltung, Baukonstruktion und Entwerfen II. In: Deutsche Bauzeitung, Jahrgang 1992, Heft 7, S. 22–25.
- Sichtbeton. Betrachtungen. (mit Tilman Schalk) Verlag Bau + Technik, 2007.
- Villa Tugendhat Brno. (mit Iveta Cerna und Alex Dill) Ernst Wasmuth Verlag, Tübingen 2008.

## Auszeichnungen
- über 40 Preise und Ankäufe in Architekturwettbewerben
- 1988: Deutscher Städtebaupreis für die Wohnanlage Bessunger Straße in Darmstadt